# Шемлей
Шемлей  (Шмелей) — река в России, протекает по Дальнеконстантиновскому району Нижегородской области. Устье реки находится в 41 км от устья реки Озёрки по левому берегу. Длина реки — 24 км, площадь водосборного бассейна — 122 км². На реке стоит районный центр — посёлок Дальнее Константиново.
Река берёт исток южнее деревни Малое Сескино в 8 км к югу от Дальнего Константинова. Река течёт на север, протекает деревни Малое Сескино и Ивановка, затем посёлок Дальнее Константиново, ниже — деревни Кудрино, Тепелево, Маликово. Километром ниже последней впадает в Озёрку.

## Данные водного реестра
По данным государственного водного реестра России относится к Верхневолжскому бассейновому округу, водохозяйственный участок реки — Волга от устья реки Ока до Чебоксарского гидроузла (Чебоксарское водохранилище), без рек Сура и Ветлуга, речной подбассейн реки — Волга от впадения Оки до Куйбышевского водохранилища (без бассейна Суры). Речной бассейн реки — (Верхняя) Волга до Куйбышевского водохранилища (без бассейна Оки).
Код объекта в государственном водном реестре — 08010400312110000034349.